# Передній драбинчастий м'яз
Передній драбинчастий м'яз (лат. musculus scalenus anterior) є важливим м'язом шиї. Він розташований глибоко і відіграє значну роль у русі та стабілізації шиї, а також у допомозі диханню. Ось детальна інформація про анатомію, функції та клінічне значення переднього драбинчастого м'яза:

## Анатомія
1. Походження: Передній драбинчастий м'яз починається від передніх горбиків поперечних відростків третього, четвертого, п'ятого та шостого шийних хребців.
2. Прикріплення: М'яз прикріплюється до верхньої поверхні першого ребра, ближче до його переднього краю.
3. Сусідні структури:
  - М'яз розташований попереду від середнього драбинчастого м'яза (musculus scalenus medius).
  - Позаду переднього драбинчастого м'яза проходять важливі структури, такі як підключична артерія та стовбури плечового сплетення.
  - Попереду м'яза проходить підключична вена.

## Функції
1. Підняття першого ребра: Під час глибокого вдиху передній драбинчастий м'яз допомагає піднімати перше ребро, що сприяє збільшенню об'єму грудної клітки і полегшує дихання.
2. Стабілізація та рух шиї:
  - При двосторонньому скороченні (обидва м'язи одночасно) м'яз допомагає згинати шию вперед.
  - При односторонньому скороченні (тільки один м'яз) сприяє нахилу шиї в бік скорочення.

## Клінічне значення
1. Синдром верхнього отвору грудної клітки: Якщо передній драбинчастий м'яз стає занадто напруженим або збільшеним у розмірах, це може здавлювати підключичну артерію або плечове сплетення, що призводить до синдрому верхнього отвору грудної клітки. Симптоми можуть включати біль у плечі, оніміння та слабкість руки.
2. Міофасціальний больовий синдром: Напруженість і тригерні точки в передньому драбинчастому м'язі можуть викликати болі, які іррадіюють у плече і руку, і можуть імітувати симптоми інших станів, таких як шийний радикуліт.
3. Анатомічні орієнтири: Передній драбинчастий м'яз є важливим орієнтиром для лікарів під час проведення блокад нервів, катетеризації центральних вен, а також при хірургічних втручаннях на шиї.

## Діагностика та лікування
1. Діагностика: Включає клінічне обстеження, візуалізаційні методи (ультразвук, МРТ) і електроміографію для оцінки функції м'яза і виявлення можливих патологій.
2. Лікування: Може включати фізіотерапію, масаж, розтяжки, медикаментозне лікування для зняття болю і напруги, а в деяких випадках хірургічне втручання